# أفينور
أفينور أيه أس هي شركة محدودة مملوكة للدولة تدير معظم المطارات المدنية في النرويج . تسيطر الدولة النرويجية ، عبر وزارة النقل والاتصالات النرويجية ، على 100 في المئة من رأس مال الشركة. تم إنشائها في 1 يناير 2003 ، من خلال خصخصة إدارة الطيران المدني النرويجية المعروفة باسم لوفتفارتسفيركيت . يقع مكتبها الرئيسي في بيورفيكا ، أوسلو ، على شاطئ البحر في محطة أوسلو المركزية . 
تمتلك أفينور وتدير 44 مطارًا في النرويج ، وأربعة عشر مطارًا بالاشتراك مع القوات الجوية الملكية النرويجية ، وهي مسؤولة عن خدمات مراقبة الحركة الجوية في النرويج. بالإضافة إلى 44 مطارًا ، فإنها تدير ثلاثة مراكز للتحكم في المنطقة : مركز مراقبة الحركة الجوية في بودو ومركز ستافنجر للتحكم في الحركة الجوية وأوسلو إيه تي سي سي .
اعتبارًا من عام 2010 ، كان الرئيس التنفيذي هو سفيري كوالي الذي كان في المنصب منذ 18 أبريل 2006. وكان سابقًا رئيس مجلس التحقيق في الحوادث النرويجي. اعتبارًا من عام 2011 ، تم تعيين سفيري كوالي كرئيس تنفيذي في مولتيكونسول. شغل بديله ، داغ فالك بيترسن ، منصب الرئيس التنفيذي لشركة طائرات هليكوبتر سي أتش سي. يعمل في أفينور حوالي 3000 موظف ، بما في ذلك مراقبة الحركة الجوية وخدمات الملاحة الجوية والإنقاذ والصيانة والإدارة وغيرهم من موظفي عمليات المطار.

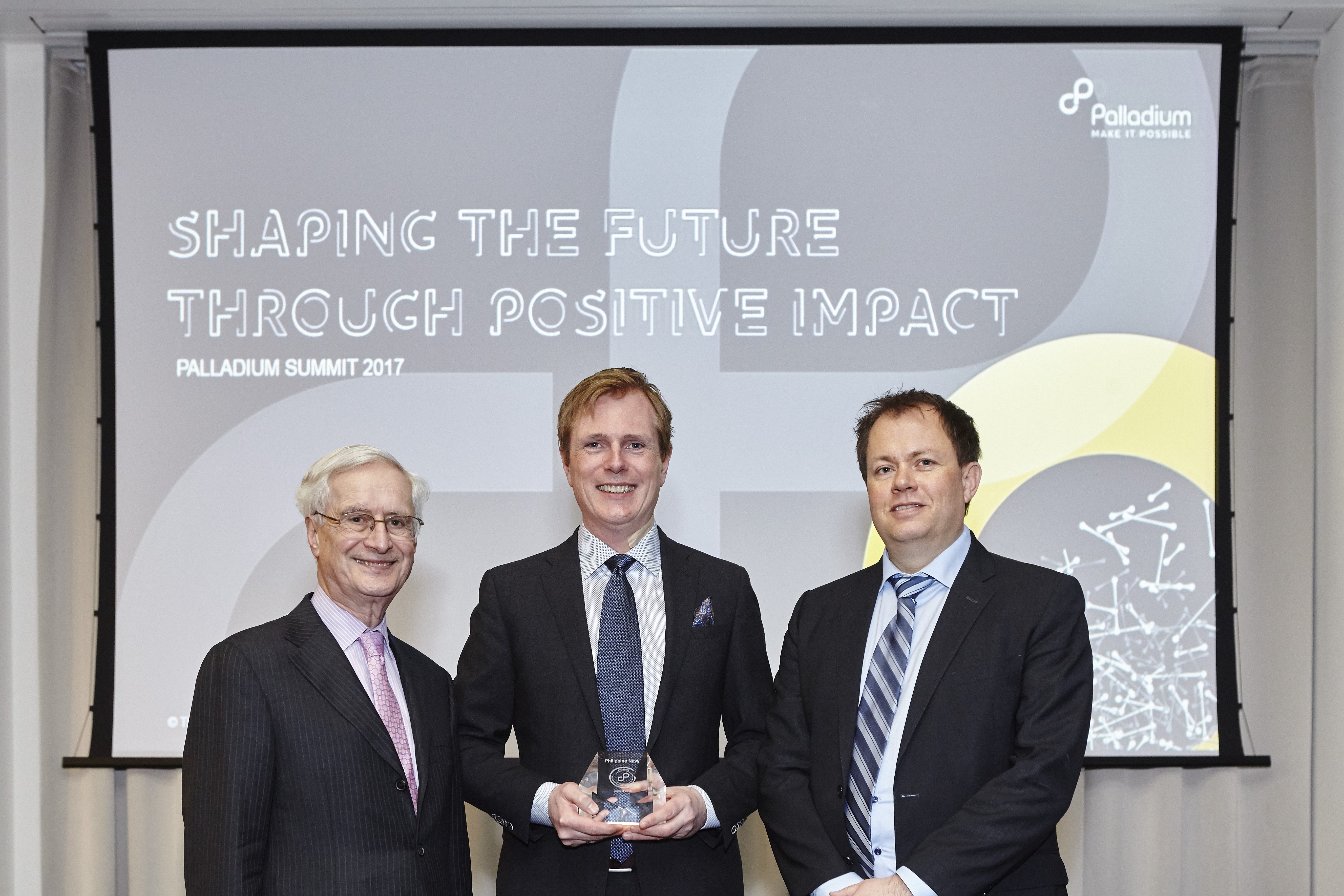
أفينور تحصل على قاعة مشاهير بطاقة الأداء المتوازن ™ في قمة التأثير الإيجابي للبلاديوم لعام 2017.

- قاعة مشاهير بطاقة الأداء المتوازن بالبلاديوم لتنفيذ الإستراتيجية ™ (فئة 2016) [3]

## روابط خارجية
- الموقع الرسمي
- حول أفينور باللغة الإنجليزية
- الموقع الرسمي
 باللغة النرويجية